# Haus Minerva

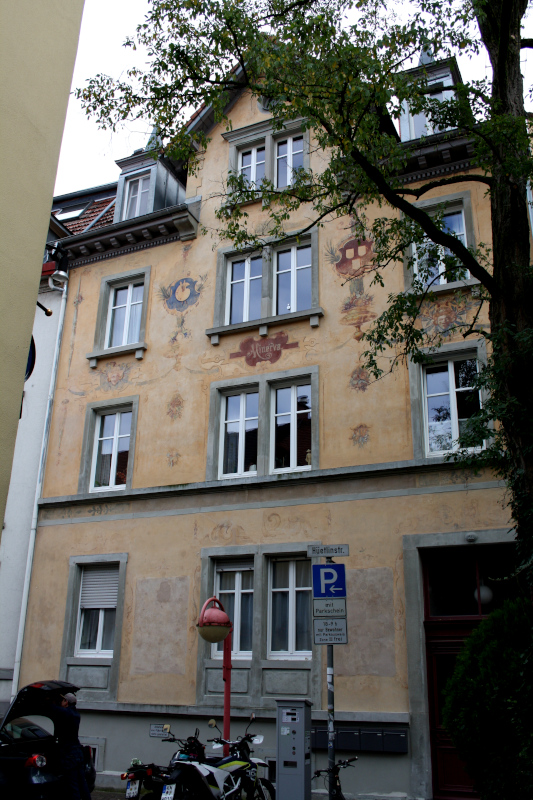
Haus Minerva

Das Haus Minerva ist ein Wohnhaus in der Konstanzer Altstadt (Hüetlinstraße 21), das eine in wesentlichen Teilen unverändert erhaltene Fassadengestaltung des späten Historismus überliefert. Zeitgenössische Inneneinbauten und ein „photographisches Atelier“ im Hinterhaus dokumentieren das Wohnen und Arbeiten im ausgehenden 19. Jahrhundert. Die Qualität und Vollständigkeit der historischen Substanz rechtfertigten die Aufnahme des Hauses in die Denkmalliste.

## Beschreibung
Das Haus Minerva steht in einer spätmittelalterlich geprägten Straße der südlichen Konstanzer Vorstadt Stadelhofen. Der schlichte Bau ist dreigeschossig und traufständig mit einer durch ein Zwerchhaus betonten Mittelachse. Die in den Formen der Neorenaissance gehaltene Fassadenmalerei diente als Werbung für ein Malergeschäft im Haus; daher zeigt sie eine Malerpalette, das Zunftwappen der Maler, und den Hausnamen in Renaissancekartuschen, die durch Girlanden miteinander verbunden sind. Weitere Dekorationselemente sind barock anmutende Putti und im zeitgenössischen Jugendstil gehaltene Frauengesichter.

## Geschichte
Das Haus entstand 1895/96 nach Plänen des Konstanzer Architekturbüros Ehinger und Walther im Auftrag des Dekorationsmalers Hermann Apel, der die Straßenfassade und das Treppenhaus einheitlich als Werbeträger gestaltete. Dabei verwendete er Mineralfarben, die nach ihrem Erfinder Adolf Wilhelm Keim (1851–1913) auch Keimfarben genannt werden und die sich durch eine besondere Witterungsbeständigkeit auszeichnen. Um 1970 erhielt die Fassade eine Eternitverkleidung. Nach ihrer Entfernung 2008 wurde die darunterliegende, weitgehend erhaltene Malschicht behutsam gefestigt, gereinigt und nur punktuell ausgebessert. Sie ist damit eines der ganz seltenen Beispiele für eine Fassadenmalerei vom Ende des 19. Jahrhunderts, die im Originalzustand ohne spätere Überarbeitungen erhalten ist.